# Атанас Иванов (учител)
Вижте пояснителната страница за други личности с името Атанас Иванов.
Атанас Иванов, даскал Атанас (12 януари 1810, Стара Загора – 5 юли 1897, Стара Загора) е български възрожденски учител.
Обучаван в родния си град в килийно училище до 1833, когато сам открива първото обществено училище в Стара Загора и преподава в него четене, писане и смятане. През 1837 даскал Атанас е в Габрово, където учи във взаимното училище на Неофит Рилски. Продължава образованието си в Свищов при Христаки Павлович и Емануил Васкидович, а по-късно и в Букурещ при елинския учител Митилинея. През 1838 – 41 даскал Атанас се завръща в Габрово като помощник учител на Калист Луков. На 1 март 1841 открива първото в Стара Загора светско взаимно училище. Учителства 44 години, а до 1881 остава „нагледник“ на старозагорските училища.